# Украинская правоверная грекокатолическая церковь
Украи́нская правове́рная грекокатоли́ческая це́рковь (УПГКЦ, укр. Українська правовірна греко-католицька церква) — официально незарегистрированное объединение верующих, выделившееся из Украинской грекокатолической церкви в 2003—2008 годах. Во главе которого стоят бывшие иеромонахи василианского ордена Илья (Антонин Догнал, гражданин Чехии), Мефодий (Ричард Шпиржик, гражданин Чехии), Маркиян (Василий Гитюк, гражданин Украины) и священник Самуил (Роберт Обергаусер, гражданин Чехии), заявившие о своём рукоположении во епископов; к руководству УПГКЦ также принадлежат иеромонахи Кирилл (Иржи Шпиржик, гражданин Чехии), Роман (Василий Шелепко, гражданин Украины), Тимофей Сойка и Василий Колоди. Руководство УПГКЦ критикует Украинскую грекокатолическую церковь (УГКЦ), а УГКЦ, в свою очередь, не признаёт каноничность возведения в сан епископов УПГКЦ и исключило их из ордена василиан.

## История

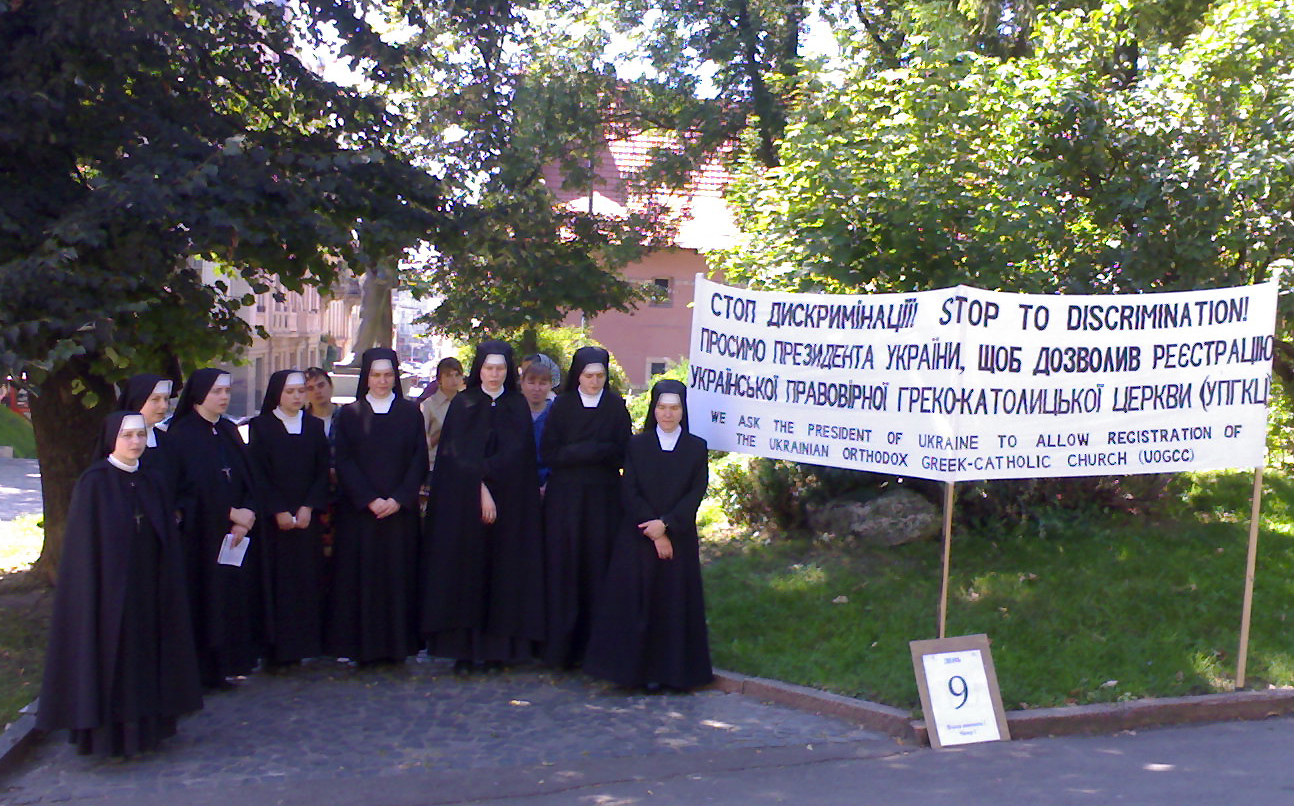
Монахини Украинской правоверной грекокатолической церкви, требующие официальной регистрации их церкви

В течение 1990—2000 годов в Чехии оказалось около 200 тысяч трудовых мигрантов с Украины, среди которых было много грекокатоликов. Руководство Рутенской (Русинской) грекокатолической церкви почувствовало угрозу утраты собственной идентичности. Новоприбывшие верующие организовали собственный украинский церковный комитет, требовавший введения украинского языка в богослужение. На стороне украинского комитета выступили монахи Чешской делегатуры монашеского ордена василиан (базилиан), которые в 2003 году возглавили протесты против назначения экзархом Рутенской грекокатолической церкви в Чехии словака прорусинской ориентации Ладислава Гучки, назначенного Ватиканом. Они попробовали зарегистрировать общество УГКЦ, но сделали это без согласия церковной власти. Церковные власти решили выслать руководство Чешской делегатуры василиян на Украину, а одного члена в Англию. 13 июня 2004 года Генеральная капитула (коллегия руководящих лиц ордена василиан) решила ликвидировать Чешскую делегатуру (чего добивался епископ Ладислав Гучка) и отстранить из ордена 21 монаха. Монахи находились в это время в Подгорецком Свято-Благовещенском монастыре (Львовская область) и продолжали критиковать руководство УГКЦ. Верховный архиепископ УГКЦ кардинал Любомир Гузар обратился к губернатору Львовской области с просьбой запретить нахождение и въезд на территорию Украины этим монахам как иностранным гражданам. 3 марта 2008 года Илья (Антонин Догнал), Мефодий (Ричард Шпиржик), Маркиян (Василий Гитюк), Самуил (Роберт Обергаусер) опубликовали заявление, о том, что вышеупомянутые они были тайно возведены в сан на епископов (однако имя епископа, который их рукоположил, не было названо). 23 марта 2008 года возглавлявший УГКЦ Любомир Гузар объявил, что синод УГКЦ никогда не предлагал кандидатуры в качестве епископов, и сами монахи не получали благословения папы римского. В начале мая 2009 года Апостольская сигнатура (верховный трибунал католической церкви) подтвердил исключение из ордена василиан пяти бывших иеромонахов.
С начала 2004 года «подгорецкие монахи» организовали «молитвенные группы», участниками их «духовных реколлекций» стали свыше двадцати тысяч лиц. В западноукраинских церковных и светских СМИ появилось много публикаций об исцелениях и обращении в веру. В августе 2008 года Стрыйская епархия УГКЦ обвиняла «подгорецких монахов» в попытке захвата церкви в Стрыю. Представители УГКЦ публично обвиняли «подгорецких монахов» в привлечении в свои ряды священников подкупом (симонией), а также в том, что они являются наследниками по крови и духу воевавшего против католицизма Яна Гуса.
К августу 2009 года УПГКЦ насчитывала уже 9 епископов, несколько монастырей и около десяти общин на Западной Украине. Однако Государственный комитет по делам национальностей и религий отказал в регистрации УПГКЦ, в ответ на что последователи УПГКЦ объявили бессрочную молитвенную демонстрацию перед зданием Львовской областной госадминистрации с тредованием регистрации их церкви и прекращения религиозных гонений.
7 апреля 2011 года руководство УПГКЦ провозгласило создание так называемого «Византийского Католического Патриархата» и избрание Ильи Догнала патриархом. 1 мая 2011 года Ильей Догналом от имени «Патриархата» была провозглашена анафема на Папу Бенедикта XVI, обвиненного им в апостасии. Таким образом, по мнению данной группы, наступило состояние Sede Vacante (вакансии Святого Престола), то есть группа перешла на позиции седевакантизма.
30 марта 2012 года Конгрегация вероучения выпустила официальное заявление о каноническом статусе так называемых «подгорецких грекокатолических епископов» на Украине: священников Ильи Догнала, Маркиана Гитюка, Мефодия Шпиржика и Роберта Оберхаузера. В заявлении говорится, что данные священники отлучаются от Католической Церкви.
Не ограничиваясь критикой руководства католической церкви, анафеме был также подвергнут Патриарх Иерусалимский Феофил ІІІ за то, что своим «жестом в Киеве 25-26.04.2012 он духовно открыл Восточную церковь ересям синкретизма и проклятию за принятие духа Ассизи — духа антихриста». 31 мая 2012 года УПГЦ издала документ, где утверждается, что от предстоятеля РПЦ Патриарха Кирилла «отошла Божия благодать» и «он сам на себя» навлек проклятие за то, что он принял участие в очередном саммите мировых и традиционных религий, прошедшем в столице Казахстана Астане, где за одним столом собрались православные, католики, мусульмане, буддисты, индуисты. Это, по мнению представителей УПГКЦ, означает, что Кирилл признал, будто язычники, которые почитают демонов, идут тем же самым путем спасения, что и христиане — то есть стал еретиком.

## Особенности вероучения и практики
1. В учении и практике УПГКЦ есть «принятие Богородицы к своей личности», как они объясняют, согласно Ив.19,25.
2. УПГКЦ утверждает, что Каноническое право Католической Церкви является необязательным для католиков. Такое утверждение согласно же правом Католической Церкви недопустимо. УПГКЦ объясняет это утверждение тем, что Каноническое право Католической Церкви находится в руках апостасов из УГКЦ.
3. Ещё одной особенностью вероучения УПГКЦ является борьба против ИКТ (историко-критической теологии).
4. У них присутствует практика анафем, которые лидеры группировки провозглашают против всех, кто отказался покаяться и не признал веру, то есть отрёкся от Христа и автоматически исключён из церкви.
5. Лидеры и члены УПГКЦ пользуются специфическими религиозными практиками: повторение Божьих Имен в еврейском оригинале с растягиванием гласных, поднимая руки вверх и с запрокинутой головой. Такая практика, по мнению УГКЦ, направления проникнута с еврейского оккультного учения — Каббалы, а такая поза при молитве приводит к уменьшению поступления кислорода к мозгу и вхождения в измененное состояние сознания, который напоминает гипнотический транс, и опасна для психического здоровья. УПГКЦ объясняет это тем, что произнесение имен Иисус (Иегошуа) и Отче (Авва) не имеет ничего общего с кабалой. Также и вне в молитве, при которой наблюдается такая практика — руки подняты вверх, голова запрокинута назад, — по мнению УПГКЦ, является нормальной позой при молитве, которую применяли также Иисус и апостолы.
Гадание с помощью Библии, чётки или подбрасывания монеток Католической Церковью расценивается как предрассудок или оккультизм.
УПГКЦ мотивирует такую свою практику тем, что апостолы использовали жребий, и это не суеверие или оккультизм.

## Структура религиозной организации
Официально так называемый «Византийский Католический Патриархат» возглавляет Антонин Илья Догнал, а УПГКЦ, которая входит в состав «Византийского Католического Патриархата», возглавляет Михаил Осидач. Секретарем главы УПГКЦ является Василий Маркин Гитюк.
В синод УПГКЦ входят также Антонин Илья Догнал, Роберт Самуил Обергаузер, Роберт Мефодий Шпиржик, Василий Маркин Гитюк и Патрик Тимофей Сойка.
Одновременно Антонин Илья Догнал есть и патриархом «Византийского Католического Патриархата» и членом синода УПГКЦ, равно как Роберт Мефодий Шпиржик и Патрик Тимофей Сойка члены Синода УПГКЦ и секретарями Византийского Католического Патриархата.
Открыто УПГКЦ совершает богослужение в селе Подгорцы Бродовского района Львовской области (соорудили свой дом молитвы слева, по дороге на райцентр Золочев; ранее совершали богослужения в местной достопримечательности — церкви святого Иосифа), в Дрогобыче и Брюховичах под Львовом по улице Сосновой в частном доме (церкви женского монастыря).
К новому религиозному движению примкнули также женские монастыри в тех же Брюховичах, Львове, Стрые, а также в Тысменице (Ивано-Франковская область) и Пробежная (село Чертковского района, Тернопольская область). Эти монастыри отказали в подчинении УГКЦ и объявили о своем переходе под юрисдикцию УПГКЦ.
Крепкий центр УПГКЦ основали в Дрогобыче. Там догналиты сводят молитвенный дом на земле, принадлежащей семье экс-министра культуры Украины М. А. Кулиняка.
В селе Колтов Золочевского района закрепились благодаря симпатизирующему им предпринимателю, на котором держится весь населенный пункт.
Стоит отметить, что по адресу: Львовская обл., город Львов, поселок городского типа Брюховичи, ул. Сосновая, д. 3 имела свою часовню и удерживала свой офис общественная организация «Объединение верующих Украинской правоверной греко-католической церкви», которую возглавил «епископ» Маркиян (в миру Гитюк Василий Степанович). Эта структура была зарегистрирована 24 марта 2011, однако снята с учета 16 июля 2014, с тех пор регистрацию прекращено на рекомендацию начальника второго (религиозного) сектора Главного отдела защиты национальной государственности Львовского УСБУ Косача Михаила Владимировича.
Также к УПГКЦ близка общественная организация «Союз христианских матерей Украины», которая была зарегистрирована 16 февраля 2011, этот союз возглавила жительница Львова Добромыль Ярослава Петровна.
К УГПЦ имела отношение также общественная организация «Комитет по сохранению христианского наследия „Покрова Богородицы“», которая была зарегистрирована 22 ноября 2006. Сначала она имела свой офис в частном доме в г. Николаев (ул. Пiдлiсся, д. 6), где проживал её основатель Кучменда Василий Петрович, а впоследствии была зарегистрирована в Сыховском районе Львова, сопредседателями стали житель Львова Олег Гелета и житель города Стрый Олег Блауцяк.